# Lee Edelman
Lee Edelman (né le 20 juin 1953) est un critique littéraire et universitaire américain. Il est professeur d'anglais à l'université Tufts et l'auteur de trois livres.

## Jeunesse
Lee Edelman est né en 1953. Il a obtenu une licence de lettres à l'université Northwestern, et une maîtrise de philosophie et d'un doctorat de l'université Yale.

## Carrière
Edelman a commencé sa carrière universitaire en tant que chercheur sur la poésie américaine du XXe siècle. Depuis, il est devenu une figure centrale dans le développement, la diffusion, et l'évolution de la théorie queer. Son travail explore les intersections de la sexualité, de la théorie rhétorique, la politique culturelle et le cinéma. Il est titulaire d'une nomination à titre de Fletcher, professeur de littérature anglaise et a servi en tant que Président du Département d'anglais. Il a acquis une reconnaissance internationale pour ses livres sur la théorie queer, le post-structuralisme, théorie psychanalytique, et les études culturelles.
Edelman est l'auteur de trois livres. Le premier, Transmemberment of Song: Hart Crane's Anatomies of Rhetoric and Desire, est une critique de la poésie d'Hart Crane. Il a été étudié par Margaret Dickie de l'université de Géorgie, dans American Literature. Son deuxième livre, Homographesis: Essays in Gay Literary and Cultural Theory, explore la signification de la littérature gay. Son troisième livre, Merde au futur : Théorie queer et pulsion de mort, est une analyse post-lacanienne de la théorie queer. Il a été critiqué par Carolyn Dever de l'université Vanderbilt dans Victorian Studies et Antonis Balasopoulos de l'université de Chypre dans Journal of American Studies,.

## Vie personnelle
Edelman est marié au critique, romancier et professeur d'anglais, Joseph Litvak.